# Санта-Мария-Уатулько
Санта-Мария-Уатулько (исп. Santa María Huatulco) — муниципалитет в Мексике, входит в штат Оахака. Население — 33 194 человека (на 2005 год). Административным центром муниципалитета является одноимённый город Санта-Мария-Уатулько (исп.).